# ليديا غويلير تاخادا
ليديا غويلير تاخادا (بالإسبانية: Lidia Gueiler Tejada )‏ (و. 1921 – 2011 م) هي سياسية، ودبلوماسية من بوليفيا، ولدت في كوتشابامبا، توفيت في لاباز، عن عمر يناهز 90 عاماً.

## مناصب
تولت منصب رئيس جمهورية بوليفيا
- deputy of Bolivia ‏
- سفير.